# Dipartimento di Haraze Al Biar
Il dipartimento di Haraze Al Biar è un dipartimento del Ciad facente parte della provincia di Hadjer-Lamis. Il capoluogo è Massaguet.

## Geografia antropica

### Suddivisioni amministrative
Il dipartimento è diviso in 3 sottoprefetture:
- Mani
- Massaguet
- N'Djamena Fara